# ستيف أبوت (مغني)
ستيف أبوت (بالإنجليزية: Steve Abbott)‏ هو مغني بريطاني، ولد في 1960.